# Като, Кунико
Кунико Като (яп. 加藤訓子, Kuniko Kato) род. Тоёхаси— известная японская исполнительница на ударных инструментах.

## Биография
Родилась в городе Тоёхаси, префектура Айти. Проходила обучение у Кэйко Абэ в музыкальной школе Токио, а после её окончания в Роттердамской консерватории у Роберта ван Сисе, закончив консерваторию с отличием. После завершения учебы Като работала в Европе, а в настоящее время проживает в Соединенных Штатах Америки. Кунико Като исполняет произведения современных композиторов Франко Донатони, Тору Такэмицу, Яниса Ксенакиса, Стива Райха и Ынсук Чина в собственных обработках для ударных инструментов. Наиболее тесное сотрудничество связывает её с композитором Джеймсом Вудом. В 1997 году она записала его концерт для маримбы, а в 2005 году приняла участие в японской премьере музыкального спектакля Джеймса Вуда «Pure Land». Другим композитором, произведения которого пропагандирует исполнительница, является Стив Райх, В 2011 году диск «Kuniko plays Reich» с записями его произведений стал самым коммерчески успешным альбомом года. Кунико Като постоянно дает сольные концерты в Европе, Азии, Северной и Южной Америках, а также выступает в составе ансамблей и оркестров. В июле 2014 года она дала сольный концерт в Санкт-Петербурге на маримбе. Кунико сотрудничала со многими известными мастерами и ансамблями танца, с ансамблем японских барабанщиков «Za Ondekoza».
Кунико Като активно занимается педагогической деятельностью. Только в 2010 году Кунико Като провела мастер-классы в Канаде, Португалии, Конго, странах Южной Америки.

## Дискография
Сольные альбомы:
- Kuniko Kato. To the Earth. Solo Album : Xenakis-Rebons, Sugiyama-Regalo, Donatoni-Omar, Schwantner-Verocities, Rzewski-To The Earth. Аlacarte Cie. SO1118 / JPY3000. 1999 год.
- James Wood. Two men meet. Critical band, NLCC, Steve Schick, Kuniko Kato. NMC D044.
- Kuniko Kato. Original Sound Track «Sleep of Plant». Text: Takahiko Okada. Created for 30th Annv. Dance Fest. For Miyako Kato Dance Space.
- COBA. Heal Up Monsoon. Toshiba EMI EMITOCT-24226. Kuniko Kato Original «Coup d’Ailes» recorded.
- Kuniko plays Reich. Hybrid SACD — DSD. Linn. B004S2EP8E. 2011 год.

Кунико Като приняла участие в записи одиннадцати альбомов в составе ансамблей «Nomad», «Ictus» и других.

## Награды
- В 1996 году она стала обладательницей престижной премии Кранихстейнера Дармштадтского музыкального университета и второй премии Международного конкурса исполнителей на маримбе Ли Говарда Стивенса в США.
- В 2013 году Кунико была удостоена престижной награды Кэйдзо Садзи от фонда искусств «Suntory» (Япония).